# Аираксинен, Тимо
Тимо Аираксинен (фин. Timo Airaksinen, род. 25 апреля 1947 года, Вааса) — профессор, заведующий кафедрой Моральной философии отделения социальной и моральной философии Хельсинкского университета.

## Биография
Родился 25 апреля 1947 года в Вааса.
В 1971 году окончил университет Турку, где в 1975 году защитил диссертацию «Гегельянство Брэдли и Мак-Таггарта».
Специализируется по этике, социальной философии, истории философии и проблемам образования. Исследования Т. Аираксинена по истории философии охватывают творчество различных мыслителей и писателей прошлого от Т. Гоббса до маркиза де Сада.
Вице-президент Международного общества Дж. Беркли, член редколлегий ведущего философского журнала Финляндии Acta Philosophica Fennica и ежегодника Berkeley Studies. Т. Аираксинен регулярно участвует в обсуждении социальных проблем Финляндии и имеет колонку в газете «Helsingin Sanomat».
Среди докторантов проф. Т. Аираксинена — Матти Хяурю и другие.

## Избранные сочинения на английском языке
- Ethics of coersion and authority. A philosophical study of social life, 1988 ISBN 0-8229-3583-X.
- Of glamor, Sex and De Sade, 1991 ISBN 0-89341-591-X.
- The Philosophy of the Marquis de Sade, 1995 ISBN 0-415-11229-X.
- The Philosophy of H. P. Lovecraft. The route to horror, 1999 ISBN 0-8204-4022-1.
- «Hobbes on the passions and powerlessness», Hobbes Studies, 6/1993, pp. 80–104.
- «Service and Science in Professional Life», Ethics and the Professions, 1994, pp. 1–13